# Joaquín Pérez Madrigal
Joaquín Pérez Madrigal (Madrid, 7 dicembre 1898 – Madrid, 15 febbraio 1988) è stato un politico, giornalista e scrittore spagnolo.
Nel corso della sua vita, passò da un socialismo radicale marcatamente anticlericale a posizioni di estrema destra e a un dichiarato cattolicesimo fortemente tradizionalista (ferma restando l'adesione alla Massoneria).

## Biografia

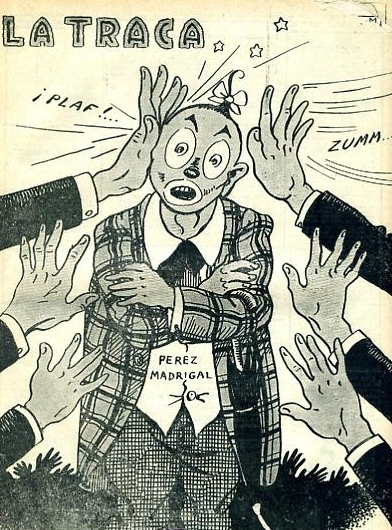
Portada de la revista satírica La Traca de mediados de los años 30, criticando el cambio político de Pérez Madrigal.

Nipote della corrispondente del quotidiano ABC Sofía Casanova, massone, iniziò la sua carriera politica nell'ambito del repubblicanesimo di sinistra più anticlericale, essendo nel 1931 membro del Partido Republicano Radical Socialista di Ciudad Real e segretario del leader di questo partito Álvaro de Albornoz.
Durante le Corti Costituenti della Seconda Repubblica (1931-1933) fece parte di un gruppo di estrema destra che divenne famoso per la sua politica demagogica e antigovernativa: i jabalíes (lett. "i cinghiali"). Nella legislatura successiva fu membro del Partido Republicano Radical di Lerroux e nel 1936 cambiò ancora e si unì al gruppo parlamentare della CEDA. 
Alle elezioni di febbraio aveva conquistato il seggio nella lista di destra per la circoscrizione della provincia di Ciudad Real. Si giustificò dicendo che di fronte alla rivoluzione aveva in comune con i suoi partner di coalizione "l'amor di patria, il rispetto per la storia spagnola e il rispetto per la storia della Spagna, nonché il fervente dovere di rafforzare e garantire lo sviluppo della società spagnola" e, soprattutto, di non essere "né un assassino né un ladro". Aveva svolto un ruolo di primo piano durante la campagna elettorale, rivolgendo i suoi attacchi al candidato centrista e Ministro dei lavori pubblici Cirilo del Río.
Nel luglio 1936, in previsione dell'imminente colpo di Stato, portò la famiglia via da Madrid e si stabilì a Pamplona, dove il 15 luglio si mise agli ordini del generale Mola. Si unì così ai ribelli militari con il fervore di un vero convertito, come egli stesso disse.
Allo scoppio della guerra civile, collaborò con la Radio Nacional de España, dove svolse un'importante opera di propaganda antirepubblicana: le sue rubriche El miliciano Remigio e La Flota Republicana furono molto popolari. Scrisse il noto manifesto del generale Cabanellas (capo della Giunta di Difesa), che avrebbe accompagnato come assistente attraverso la zona ribelle. Il 1° agosto 1936 si unì alla Falange a Burgos.
Nelle sue trasmissioni radiofoniche si dilettava a descrivere i miliziani come uomini muti e incolti, una massa amorfa, preda di basse passioni, infezioni e malattie indegne, incapaci di pensare con la propria testa e che si lasciavano comandare, privi di virilità, soggetti ambulanti fatti di un gergo populista e dialettale pieno di volgarità e errori grammaticali.
Alla fine della guerra, gli fu conferita la laurea in legge per "meriti patriottici". Nell'aprile 1940 fu incriminato dal Tribunale Speciale per la Repressione della Massoneria e del Comunismo (Tribunal Especial para la Represión de la Masonería y el Comunismo, TERMC) e processato l'anno successivo. Fu assolto dalle accuse, dopo che Serrano Suñer e varie autorità ecclesiastiche intercedettero in suo favore. Da quel momento scomparve dalla scena politica, anche se continuò a lavorare come giornalista, scrittore e propagandista per il nuovo regime, che lo assegnò alla Delegación Nacional de Prensa y Propaganda, legata al partito franchista.
Nel 1941 fondò la rivista ¿Qué pasa?, inizialmente falangista e dal 1964 legata al carlismo reazionario e ai settori più integralisti. Nel 1955 subì una vera e propria conversione religiosa quando frequentò il movimento cattolico Cursillos de Cristiandad. Da quel momento in poi ,si dedicò a difendere, anima e corpo, il cattolicesimo più tradizionalista e avverso al Concilio Vaticano II, contro i teologi d'assalto.
Morì il 15 febbraio 1988 a Madrid.

## Opere
- En la brecha: relato, momento y personajes de mis interrupciones parlamentarias. Editor Boro, 1933
- Augurios, estallido y episodios de la guerra civil: (cincuenta días con el ejército del norte)	Imprenta Católica y enc. Sigirano Díaz, 1936
- El miliciano remigio pa la guerra es un prodigio. [Memorias de un miliciano rojo transmitidas por "Radio Nacional de España"]. Sigirano Diaz, 1937
- Tipos y sombras de la tragedia. Mártirez y héroes. Bestias y farsantes. Imp. Sigirano Diaz, 1937
- Aquí es la emisora de la flota republicana...: (La guerra a través de los partes rojos.--Riesgo y desvergüenza de los navegantes, mangantes y mareantes del Mediterráneo y de su gobierno "ligítimo"). Joaquín Pérez Madrigal. Ediciones Españolas, S. A., 1939
- Disparos a cero. Ediciones Españolas, 1939
- Grandeza y símbolos de Teruel. S. Díaz, 1939
- Los que tienen razón 	Joaquín Pérez Madrigal Editor s.n., 1939
- Memorias de un converso (virutas de historia): vida, rango y escuela de un español del 31. Instituto Editorial Reus, 1943
- Allá en el rancho grande. Volumen 1 de Itinerarios de infamia. Ed. NOS, 1948
- Por el exilio inmenso. Volumen 2 de Itinerarios de infamia . Editorial Nos, 1948
- Del Manzanares, al Volga o al Hudson?. Volumen 3 de Itinerarios de infamia, NOS, 1948
- Los "Onus" y los otros. Volumen 4 de Itinerarios de infamia. NOS, 1948
- Indalecio Prieto y su "Mariachi". Volumen 5 de Itinerarios de infamia, Editorial Nos, 1948
- El General Sanjurjo a presidio. Instituto Editorial Reus, 1955
- Perez: (vida y trabajos de uno). Instituto Editorial Reus, 1955
- Casas Viejas: palenque de sicarios. Volumen 2 de Sucesos históricos contemporáneos. Joaquín Pérez Madrigal. Instituto Editorial Reus, 1956
- El escándalo de Múnich. E.A.S.A., 1962
- Un millón de vivos: una novela de política o una política de novela. Ediciones E.A.S.A., 1963
- Con Cristo vivo, frente a los "teólogos" de asalto. s.n., 1970.